# 4814 Casacci
A 4814 Casacci (ideiglenes jelöléssel 1978 RW) egy kisbolygó a Naprendszerben. Nyikolaj Sztyepanovics Csernih fedezte fel 1978. szeptember 1-én.